# NGC 571
NGC 571 је спирална галаксија у сазвежђу Рибе која се налази на NGC листи објеката дубоког неба.
Деклинација објекта је + 32° 30' 3" а ректасцензија 1h 29m 56,1s. Привидна величина (магнитуда) објекта NGC 571 износи 13,8 а фотографска магнитуда 14,7. NGC 571 је још познат и под ознакама UGC 1069, MCG 5-4-63, CGCG 502-98, PGC 5587.